# 三重県警察部
三重県警察部（みえけんけいさつぶ）は、戦前の内務省監督下の三重県が設置した府県警察部であり、三重県内を管轄区域とする。
1948年（昭和23年）3月6日に廃止となり、三重県警察部は国家地方警察三重県本部と津市警察などの自治体警察に再編されることになった。

## 沿革
- 1875年（明治8年）12月 - 三重県庁に第四課を設置する。
- 1876年（明治9年）4月 - 度会県を編入する。
- 1880年（明治13年）4月 - 三重県警察本署に改称される。
- 1886年（明治19年）7月 - 三重県警察本部に改称される。
- 1890年（明治23年）10月 - 三重県警察部に改称される。
- 1900年（明治33年）5月 - 津警察署と宇治山田警察署が警視を署長とする警察署に指定される。
- 1905年（明治38年）4月 - 三重県第四部に改称される。
- 1907年（明治40年）7月 - 三重県警察部に改称される。
- 1928年（昭和3年）5月 - 特別高等課（特別高等警察）を設置する。
- 1945年（昭和20年）10月 - 特別高等警察が廃止される。
- 1946年（昭和21年）4月 - 公安課（公安警察）を設置する。

## 組織
1927年（昭和2年）時点
- 警務課
- 高等警察課
- 保安課
- 刑事課
- 衛生課
- 工場課

## 警察署
1928年（昭和3年）時点
- 桑名警察署
- 大泉警察署
- 四日市警察署
- 富田警察署
- 菰野警察署
- 亀山警察署
- 神戸警察署
- 一身田警察署
- 津警察署
- 久居警察署
- 奥津警察署
- 松阪警察署
- 宮前警察署
- 相可警察署
- 天ヶ瀬警察署
- 宇治山田警察署
- 野後警察署
- 吉津警察署
- 鳥羽警察署
- 波切警察署
- 尾鷲警察署
- 長島警察署
- 木本警察署
- 鵜殿警察署
- 上野警察署
- 柘植警察署
- 名張警察署
- 阿保警察署

## 歴代部長
| 代 | 官職名                 | 氏名       | 就任日         | 退任日         | 前職                            | 後職                            | 備考                      |
| -- | ---------------------- | ---------- | -------------- | -------------- | ------------------------------- | ------------------------------- | ------------------------- |
| 1  | 警部長 警察本署長      | 山県昌雄   | 1882年1月25日  | 1884年9月26日  | 三重県一等属兼一等警部          | 三重県安濃郡長                  |                           |
| 2  | 警部長 警察本署長      | 西久保紀林 | 1884年9月26日  | 1886年2月23日  | 三重県三重・朝明郡長            | 非職                            |                           |
| 3  | 警部長 警察本署長      | 門岡千別   | 1886年2月23日  | 1886年7月20日  | 警視庁四等警視 兼一等警察使     | -                               |                           |
| 3  | 警部長 警察本部長      | 門岡千別   | 1886年7月20日  | 1890年10月11日 | -                               | -                               |                           |
| 3  | 警部長 警察部長        | 門岡千別   | 1890年10月11日 | 1892年8月19日  | -                               | 非職                            |                           |
| 4  | 警部長 警察部長        | 田中坤六   | 1892年8月19日  | 1893年1月25日  | 佐賀県警部長                    | 沖縄県警部長                    |                           |
| 5  | 警部長 警察部長        | 竹下康之   | 1893年1月25日  | 1894年10月17日 | 沖縄県警部長                    | 栃木県警部長                    |                           |
| 6  | 警部長 警察部長        | 岩下敬蔵   | 1894年10月17日 | 1897年4月26日  | 栃木県警部長                    | 非職                            |                           |
| 7  | 警部長 警察部長        | 樋脇盛苗   | 1897年4月26日  | 1899年4月19日  | 岩手県警部長                    | 広島県警部長                    |                           |
| 8  | 警部長 警察部長        | 川島純幹   | 1899年4月19日  | 1900年3月27日  | 滋賀県参事官                    | 佐賀県書記官                    |                           |
| 9  | 警部長 警察部長        | 児玉利実   | 1900年3月27日  | 1902年10月20日 | 兵庫県城崎郡長                  | 奈良県警部長                    |                           |
| 10 | 警部長 警察部長        | 小磯進     | 1902年10月20日 | 1905年2月2日   | 岡山県警部長                    | 依願免本官                      |                           |
| 11 | 警部長 警察部長        | 今野東吾   | 1905年2月2日   | 1905年4月19日  | 山形県警部長                    | -                               |                           |
| 11 | 事務官 第四部長 警務長 | 今野東吾   | 1905年4月19日  | 1907年1月14日  | -                               | 埼玉県事務官 第一部長兼第三部長 |                           |
| 12 | 事務官 第四部長 警務長 | 平塚広義   | 1907年1月14日  | 1907年7月13日  | 長崎県事務官                    | -                               |                           |
| 12 | 事務官 警察部長 警務長 | 平塚広義   | 1907年7月13日  | 1908年3月30日  | -                               | 新潟県事務官・警察部長          |                           |
| 13 | 事務官 警察部長 警務長 | 夏秋十郎   | 1908年3月30日  | 1909年7月30日  | 宮崎県事務官・警察部長          | 千葉県事務官・警察部長          |                           |
| 14 | 事務官 警察部長 警務長 | 池田宏     | 1909年7月30日  | 1911年4月18日  | 神奈川県事務官                  | 内務省土木局書記官              |                           |
| 15 | 事務官 警察部長 警務長 | 長谷川久一 | 1911年4月18日  | 1912年3月28日  | 内務省参事官                    | 千葉県事務官・警察部長          |                           |
| 16 | 事務官 警察部長 警務長 | 春藤嘉平   | 1912年3月28日  | 1913年6月13日  | 千葉県事務官・警察部長          | -                               |                           |
| 16 | 警察部長               | 春藤嘉平   | 1913年6月13日  | 1914年6月9日   | -                               | 埼玉県警察部長                  |                           |
| 17 | 警察部長               | 三矢宮松   | 1914年6月9日   | 1915年12月11日 | 奈良県警察部長                  | 宮城県警察部長                  |                           |
| 18 | 警察部長               | 日比重雅   | 1915年12月11日 | 1916年3月8日   | 和歌山県警察部長                | 休職                            |                           |
| 19 | 警察部長               | 山岡国利   | 1916年3月8日   | 1917年1月17日  | 三重県理事官・学務課長          | 福岡県警察部長                  |                           |
| 20 | 警察部長               | 鯉沼巌     | 1917年1月17日  | 1920年9月14日  | 休職長野県警察部長              | 青森県内務部長                  |                           |
| 21 | 警察部長               | 百済文輔   | 1920年9月14日  | 1921年6月3日   | 大阪府事務官                    | 群馬県内務部長                  |                           |
| 22 | 警察部長               | 杉野繁     | 1921年6月3日   | 1923年2月24日  | 福井県警察部長                  | 群馬県内務部長                  |                           |
| 23 | 警察部長               | 落合慶四郎 | 1923年2月24日  | 1924年6月27日  | 大分県警察部長                  | 長野県警察部長                  |                           |
| 24 | 警察部長               | 有吉実     | 1924年6月27日  | 1924年12月20日 | 鳥取県警察部長                  | -                               |                           |
| 24 | 書記官 警察部長        | 有吉実     | 1924年12月20日 | 1926年9月28日  | -                               | 福岡県警察部長                  |                           |
| 25 | 書記官 警察部長        | 岡田喜久治 | 1926年9月28日  | 1927年5月17日  | 宮崎県書記官・警察部長          | 休職                            |                           |
| 26 | 書記官 警察部長        | 土岐銀次郎 | 1927年5月17日  | 1928年7月3日   | 愛知県書記官・学務部長          | 復興局書記官                    |                           |
| 27 | 書記官 警察部長        | 大竹十郎   | 1928年7月3日   | 1929年7月8日   | 宮崎県書記官・警察部長          | 岡山県書記官・警察部長          |                           |
| 28 | 書記官 警察部長        | 田中蔵六   | 1929年7月8日   | 1930年8月28日  | 東京都府書記官・学務部長        | 石川県書記官・警察部長          |                           |
| 29 | 書記官 警察部長        | 麻生亮蔵   | 1930年8月28日  | 1931年12月24日 | 石川県書記官・警察部長          | 熊本県書記官・警察部長          |                           |
| 30 | 書記官 警察部長        | 纐纈弥三   | 1931年12月24日 | 1932年8月15日  | 静岡県書記官・警察部長          | 外務事務官・亜細亜局第二課      |                           |
| 31 | 書記官 警察部長        | 江辺清夫   | 1932年8月15日  | 1935年1月19日  | 山形県書記官・警察部長          | 熊本県書記官・警察部長          |                           |
| 32 | 書記官 警察部長        | 松原久人   | 1935年1月19日  | 1936年4月25日  | 富山県書記官・警察部長          | 内務省社会局保健部監理課長      |                           |
| 33 | 書記官 警察部長        | 井田完二   | 1936年4月25日  | 1937年2月12日  | 内務省地方局財務課長            | 宮城県書記官・警察部長          |                           |
| 34 | 書記官 警察部長        | 町村金五   | 1937年2月12日  | 1938年1月11日  | 岐阜県書記官・警察部長          | 内務省警保局警務課長            |                           |
| 35 | 書記官 警察部長        | 友末洋治   | 1938年1月11日  | 1939年1月11日  | 島根県書記官・警察部長          | 厚生省体力局体育課長            |                           |
| 36 | 書記官 警察部長        | 菅沢肇     | 1939年1月11日  | 1940年1月24日  | 富山県書記官・警察部長          | 長崎県書記官・経済部長          |                           |
| 37 | 書記官 警察部長        | 今井久     | 1940年1月24日  | 1940年7月26日  | 軍事保護院事務官                | 内務書記官 警保局警務課長       |                           |
| 38 | 書記官 警察部長        | 高畠資吉   | 1940年7月26日  | 1941年1月8日   | 岩手県書記官・警察部長          | 熊本県書記官・学務部長          |                           |
| 39 | 書記官 警察部長        | 達林正吉   | 1941年1月8日   | 1942年1月13日  | 福島県書記官・経済部長          | 福岡県書記官・経済部長          |                           |
| 40 | 書記官 警察部長        | 永野俊雄   | 1942年1月13日  | 1942年7月7日   | 岩手県書記官・警察部長          | 南方派遣                        |                           |
| 41 | 書記官 警察部長        | 盛本完     | 1942年7月7日   | 1942年11月1日  | 富山県書記官・警察部長          | -                               |                           |
| 41 | 部長 警察部長          | 盛本完     | 1942年11月1日  | 1944年8月2日   | -                               | 新潟県部長・経済第一部長        |                           |
| 42 | 部長 警察部長          | 後藤吉五郎 | 1944年8月5日   | 1945年10月13日 | 台湾総督府書記官 警務局保安課長 | 休職                            |                           |
| 43 | 部長 警察部長          | 上塚弘     | 1945年10月13日 | 1945年10月27日 | -                               | -                               | 兼任・本務:三重県内政部長 |
| 44 | 部長 警察部長          | 古山丈夫   | 1945年10月27日 | 1946年4月1日   |                                 | -                               |                           |
| 44 | 地方事務官 警察部長    | 古山丈夫   | 1946年4月1日   | 1946年6月8日   | -                               | 兵庫県警察部長                  |                           |
| 45 | 地方事務官 警察部長    | 沼本謙二   | 1946年6月8日   | 1946年11月22日 | 内務省                          | 三重県経済部長                  |                           |
| 46 | 地方事務官 警察部長    | 徳永秀夫   | 1946年11月22日 | 1948年3月6日   | 元司政官                        | 三重県警察長                    |                           |

## 主な事件
- 五私鉄疑獄事件